# 眾議院議長 (加拿大)
眾議院議長，又稱眾議院主席（法語：Président de la Chambre des communes），是加拿大眾議院職位最高的議員。雖然議長在下議院的身份特殊，但是議長亦都是一位由全國選舉產生的議員。下議院議長的主要工作是在下議院辯論時維持秩序。此外，下議院議長亦會作為加拿大國會其他兩部分（「加拿大君主」和加拿大國會上議院）的聯繫人。
雖然議長通常都有政黨背景，但需要在議會內保持中立。議長在一般情況下不能投票，並只能在支持及反對雙方票數相同時投票。議長的一票只能為政府保持現狀或為保持議會運作而投。
當議長不能出席時，職責相同的副議長會代任。現任副議長是保守黨議員祈米克（正副議長通常黨派不同）。
现任議長是自由黨議員法蘭西斯·斯卡帕萊吉亞。第38任議長格雷格·弗格斯為加拿大首位黑人下議院議長，也是自1984年以來任期最短的議長。

## 產生方法
過往的下議院院長都是由加拿大總理委任。但是加拿大國會下議院在1986年將產生方法改為不記名投票選舉。
新一屆國會首次開會時，首要任務是選出議長，而於國會任期最長的議員會擔任選舉的主持人。除了總理、內閣成員及其他政黨黨領之外，所有議員都有資格參選。無意參選的議員需要於選舉前一日的下午6時，以書面形式宣布退出選舉，否則該名議員會被視為候選人。投票前，所有候選人都會有5分鐘向其他議員拉票。在2015年前，如果於第一輪投票時無人獲得過半數的選票，得票率少於5%及最少選票的候選人會被淘汰。下輪投票會於一小時後舉行，而選舉會以同一形式進行，直至有一名候選人獲過半數的選票為止。
選舉完畢後，按照來自英國的傳統，總理及官方反對黨領袖會「護送」當選的議长到其座位。
策略上說，如果執政黨是多數政府（即擁有國會超過半數的議席），議長通常會來自執政黨。但是如果執政黨是少數政府（即擁有的國會議席不夠一半），執政黨可能會讓在野黨的議員擔任議長，並可以減少反對黨的票數。

## 歷任議長
| 議長 | 議長           | 議長                       | 任期           | 任期           | 議會                           | 任期長度  | 政黨                   |
| ---- | -------------- | -------------------------- | -------------- | -------------- | ------------------------------ | --------- | ---------------------- |
| 1    |                | James Cockburn             | 1867年11月6日  | 1874年3月5日   | 第1屆, 第2屆                   | 6年99天   | 保守黨 (1867年-1942年) |
| 2    |                | Timothy Warren Anglin      | 1874年3月26日  | 1879年2月12日  | 第3屆                          | 4年323天  | 自由黨                 |
| 3    |                | Joseph Godéric Blanchet    | 1879年2月13日  | 1883年2月7日   | 第4屆                          | 3年359天  | 自由保守黨             |
| 4    |                | George Airey Kirkpatrick   | 1883年2月8日   | 1887年7月12日  | 第5屆, 第6屆                   | 4年154天  | 保守黨 (1867年-1942年) |
| 5    |                | Joseph-Aldric Ouimet       | 1887年7月13日  | 1891年7月28日  | 第6屆, 第7屆                   | 4年15天   | 自由保守黨             |
| 6    |                | Peter White                | 1891年7月29日  | 1896年8月18日  | 第7屆                          | 5年21天   | 保守黨                 |
| 7    |                | James David Edgar          | 1896年8月19日  | 1899年7月31日  | 第8屆                          | 2年346天  | 自由黨                 |
| 8    |                | Thomas Bain                | 1899年8月1日   | 1901年2月5日   | 第8屆                          | 1年188天  | 自由黨                 |
| 9    |                | Louis Philippe Brodeur     | 1901年2月6日   | 1904年1月18日  | 第9屆                          | 2年346天  | 自由黨                 |
| 10   |                | Napoléon Antoine Belcourt  | 1904年3月10日  | 1905年1月10日  | 第9屆                          | 306天     | 自由黨                 |
| 11   |                | Robert Franklin Sutherland | 1905年1月11日  | 1909年1月19日  | 第10屆                         | 4年8天    | 自由黨                 |
| 12   |                | Charles Marcil             | 1909年1月20日  | 1911年11月14日 | 第11屆                         | 2年298天  | 自由黨                 |
| 13   |                | Thomas Simpson Sproule     | 1911年11月15日 | 1915年12月2日  | 第12屆                         | 4年17天   | 保守黨 (1867年-1942年) |
| 14   |                | Albert Sévigny             | 1916年1月12日  | 1917年1月7日   | 第12屆                         | 361天     | 保守黨 (1867年-1942年) |
| 15   |                | Edgar Nelson Rhodes        | 1917年1月18日  | 1922年3月5日   | 第12屆, 第13屆                 | 5年46天   | 保守黨 (1867年-1942年) |
| 16   |                | Rodolphe Lemieux           | 1922年3月8日   | 1930年6月2日   | 第14屆, 第15屆, 第16屆         | 8年86天   | 自由黨                 |
| 17   |                | George Black               | 1930年9月8日   | 1935年1月16日  | 第17屆                         | 4年130天  | 保守黨 (1867年-1942年) |
| 18   |                | James Langstaff Bowman     | 1935年1月17日  | 1936年2月5日   | 第17屆                         | 1年19天   | 保守黨 (1867年-1942年) |
| 19   |                | Pierre-François Casgrain   | 1936年2月6日   | 1940年5月10日  | 第18屆                         | 4年94天   | 自由黨                 |
| 20   |                | James Allison Glen         | 1940年5月16日  | 1945年9月5日   | 第19屆                         | 5年112天  | 自由黨                 |
| 21   |                | Gaspard Fauteux            | 1945年9月6日   | 1949年9月14日  | 第20屆                         | 4年69天   | 自由黨                 |
| 22   |                | William Ross Macdonald     | 1949年9月15日  | 1953年6月11日  | 第21屆                         | 3年269天  | 自由黨                 |
| 23   |                | Louis-René Beaudoin        | 1953年11月12日 | 1957年10月13日 | 第22屆                         | 3年335天  | 自由黨                 |
| 24   |                | Roland Michener            | 1957年10月14日 | 1962年9月26日  | 第23屆, 第24屆                 | 4年347天  | 進步保守黨             |
| 25   |                | Marcel Lambert             | 1962年9月27日  | 1963年5月15日  | 第25屆                         | 230天     | 進步保守黨             |
| 26   |                | Alan Macnaughton           | 1963年5月16日  | 1966年1月17日  | 第26屆                         | 2年246天  | 自由黨                 |
| 27   |                | Lucien Lamoureux           | 1966年1月18日  | 1974年9月29日  | 第27屆                         | 8年253天  | 自由黨                 |
| 27   | 第28屆, 第29屆 | Lucien Lamoureux           | 1966年1月18日  | 1974年9月29日  | 無黨籍                         | 8年253天  |                        |
| 28   |                | James Jerome               | 1974年9月30日  | 1979年12月14日 | 第30屆, 第31屆                 | 5年75天   | 自由黨                 |
| 29   |                | 讓娜·索韋                  | 1980年4月14日  | 1984年1月15日  | 第32屆                         | 3年276天  | 自由黨                 |
| 30   |                | Lloyd Francis              | 1984年1月16日  | 1984年11月4日  | 第32屆                         | 293天     | 自由黨                 |
| 31   |                | John Bosley                | 1984年11月5日  | 1986年9月29日  | 第33屆                         | 1年328天  | 進步保守黨             |
| 32   |                | John Allen Fraser          | 1986年9月30日  | 1994年1月16日  | 第33屆, 第34屆                 | 7年108天  | 進步保守黨             |
| 33   |                | Gilbert Parent             | 1994年1月17日  | 2001年1月28日  | 第35屆, 第36屆                 | 7年11天   | 自由黨                 |
| 34   |                | 梅里根                     | 2001年1月29日  | 2011年2月2日   | 第37屆, 第38屆, 第39屆, 第40屆 | 10年124天 | 自由黨                 |
| 35   |                | 熙爾                       | 2011年2月2日   | 2015年12月2日  | 第41屆                         | 4年183天  | 保守黨                 |
| 36   |                | 里根                       | 2015年12月3日  | 2019年12月5日  | 第42屆                         | 4年2天    | 自由黨                 |
| 37   |                | 羅塔                       | 2019年12月5日  | 2023年9月27日  | 第43屆, 第44屆                 | 3年296天  | 自由黨                 |
| 臨時 |                | 普拉蒙登                   | 2023年9月27日  | 2023年10月3日  | 第44屆                         | 6天       | 魁人政團               |
| 38   |                | 弗格斯                     | 2023年10月3日  | 2025年5月26日  | 第44屆                         | 1年235天  | 自由黨                 |
| 39   |                | 法蘭西斯·斯卡帕萊吉亞      | 2025年5月26日  | 至今           | 第45屆                         | 39天      | 自由黨                 |